# Чусовая
Чусова́я (в верховье — Полдневая Чусовая) — река на Среднем Урале, левый приток Камы.
Протекает по территории Челябинской, Свердловской областей и Пермского края России. Река интересна тем, что берёт начало на восточных склонах Уральского хребта, пересекает его и затем протекает по его западным склонам.
Живописность берегов Чусовой, наличие многочисленных достопримечательностей и многочисленные упоминания о ней в художественной литературе сделали её популярным туристическим объектом Урала. Украшением реки являются многочисленные скалы (так называемые камни), стоящие в местах, где река пересекает горные цепи.

## Название
Существуют следующие версии происхождения названия «Чусовая»:
- Академик И. И. Лепёхин предположил, что наименование реки может идти от значения Часовая, хотя скорее всего это лишь народное переосмысление[7].
- Создатель екатеринбургской топонимической школы А. К. Матвеев объяснял происхождение названия реки от двух корней — искажённого коми-перм. чус или удм. чус («быстрый, проворный») и ва («вода»). По словам Матвеева, «сейчас оно <название реки> произносится и пишется Чусовая, или по-местному Чусова, но видимо, когда-то была Чусва». В современном коми-пермяцком языке слова чус уже нет, но оно нашло отражение в названии современных рек Чус и Северный Чус в верховьях бассейна Камы[5][8].
- От названия реки Чу. В конце III века часть хуннов (гуннов) с Иртыша переместилась в Семиречье. Здесь в бассейне рек Чу и Или они основали государство среднеазиатских хуннов, известное в китайских источниках как Юэбань (Чубань). В VII веке китайские хроники упоминают там четыре племени — чуюе, чуми, чумугунь и чубань. Какая-то часть «чуйских» племён переселилась на Урал и влилась в состав башкирского народа[9]. На новое место они перенесли память о своей прежней родине в бассейне реки Чу: один из притоков Камы именуется башкирами-гайнинцами Чу-сув (в переводе означает «река Чу»), что и передалось в русский язык словом «Чусовая»[10].
- Из четырёх разноязычных составляющих со значением «река» или «вода»: чу + су + ва + я, где прослеживаются тибетское чу, тюркское су «вода», коми-пермяцкое ва «вода» и мансийское я «река»[7]. Такое толкование, однако, в настоящее время считается ошибочным[11].
- А. С. Кривощёкова-Гантман вывела название реки от общепермского слова чус — «глубокий овраг, ущелье, русло реки с высокими берегами, каньон», отметив, что в 1928 году в бассейне реки Велвы была деревня Чус-Йыв (Чус-Ив), которая располагалась в вершине глубокого оврага, имевшего почти отвесные склоны высотой до 30 м[12][13].

## Гидрография

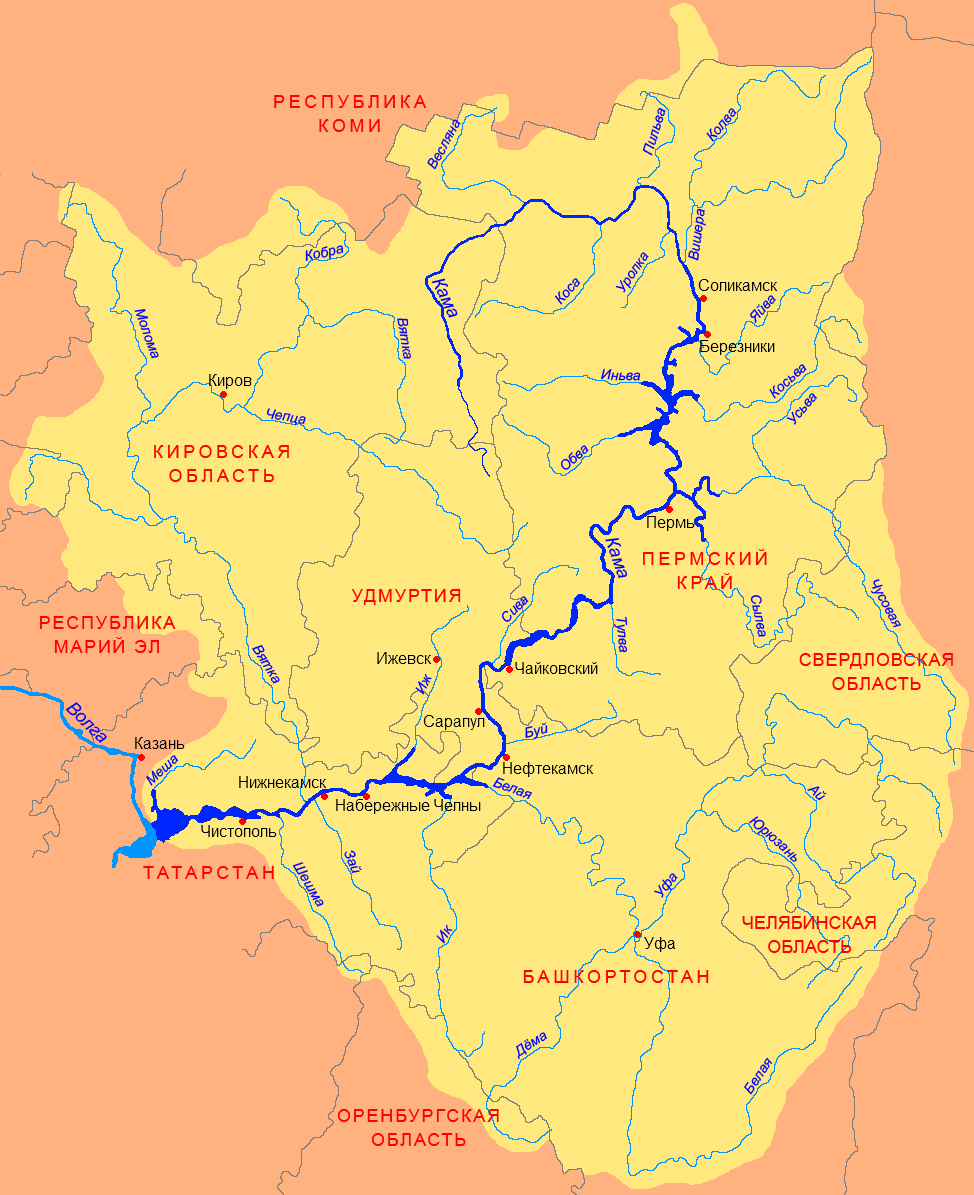
Бассейн Камы

Длина реки — 592 км (из них по Челябинской области — 20 км, по Свердловской области — 377 км, по Пермскому краю — 195 км). Площадь водосборного бассейна составляет 23 000 км², средний уклон 0,4 м/км. Средняя высота водосбора составляет 356 м.
Полуденная (Полдневая) Чусовая берёт начало в болотистой местности на севере Челябинской области из Большого Чусовского озера (399 м над уровнем моря) и течёт на север. Через 45 км речка сливается с Западной Чусовой (она берёт начало на Уфалейском кряже), после чего около 150 км течёт по восточному склону Уральских гор. Здесь ширина русла реки колеблется от 10 до 13 м.
В верховьях Чусовая принимает много притоков, правые в основном более крупны и полноводны. Долина реки в верхнем течении широкая, склоны пологие. Между притоком Ревдой и селом Слобода на берегах встречаются обнажения кристаллических сланцев, образовавшихся в результате взаимодействия магматических и осадочных пород.
В среднем течении долина сужается, склоны часто носят каньонообразный характер (на этом участке реку нередко именуют Горная Чусовая), местами долина слегка расширяется, склоны становятся более пологими. Прорезав глубокую долину среди осадочных толщ палеозоя Предуральского краевого прогиба, Чусовая пересекает целый ряд низкогорных хребтов, возвышающихся над руслом реки отвесными скалами-бойцами. Имеющие осадочное происхождение известняковые, реже доломитовые, ангидритовые и сланцевые бойцы возвышаются над водой на высоту от 10 до 115 м и имеют длину вдоль берега от 30 до 1500 м. Известняковые скалы подвержены выветриванию, поэтому нередко принимают причудливые очертания, а также окрашиваются в буро-грязный цвет с пятнами лишайников. В данной местности весьма активны карстовые процессы, что привело к возникновению многочисленных пещер, гротов, выемок и т. п..

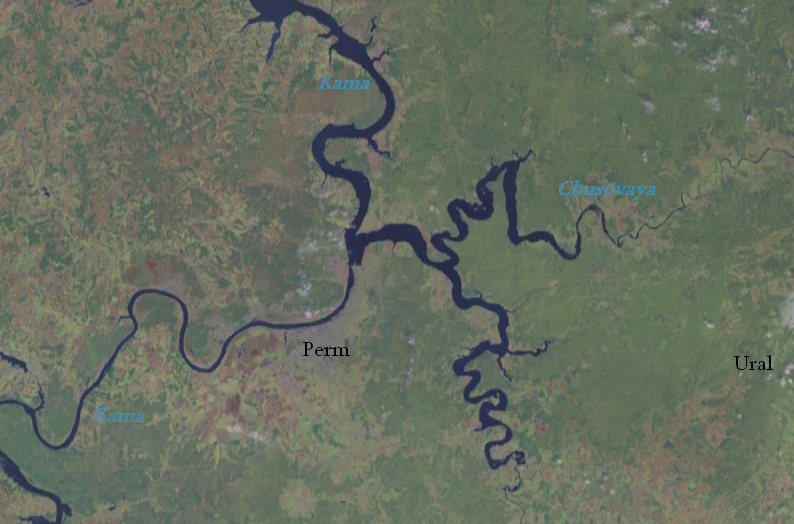
Спутниковый снимок места впадения Чусовой в Каму

Течение реки здесь принимает отчётливо горный характер, на реке насчитывается около 70 перекатов (местное название — переборы), крупнейший из них — Кашкинский перебор, падение уровня достигает 40 см/км. Пологие берега, сопряжённые с отмелями (лещади), чередуются с крутыми скалами-бойцами. В русле попадаются крупные валуны, иногда выступающие над водной поверхностью. Река часто извивается, огибая горные массивы. В районе Уткинской слободы Чусовая описывает почти замкнутую пятикилометровую петлю. Ширина реки в среднем течении — 120—140 м.
В низовьях (после города Чусового), после выхода из Уральских гор, река носит типично равнинный характер. Скорость течения замедляется, русло расширяется местами до 300 м: река неторопливо течёт в окружении заливных лугов, болот, лиственных и смешанных лесов, временами описывая широкие излучины.
«Прорезая свой путь вдоль Урала, Чусовая медленно и неуклонно продолжает своё разрушительное дело. Дробя течением обломки камня и сметая все, что валится в воду, она грызёт свои каменные берега всё дальше и глубже и тем постепенно расчищает себе дорогу. Грандиозные обнажения скалистых обрывов — это трофеи победы тех ласкающих наши взоры, гибких, извивающихся струй воды, которые кажутся такими слабыми и послушными при встрече с вставшими на их пути преградами, но которые преодолевают и сносят всё убийственной настойчивостью своего непрерывного напора».
Впадает в Чусовской залив Камского водохранилища в 693 км от устья Камы, немного выше Перми. Подпор водохранилища (108,5 м над уровнем моря) привёл к затоплению низовьев Чусовой на расстоянии до 125 км от устья. К Чусовскому заливу примыкает Сылвинский залив, образованный водами водохранилища в устьевой части Сылвы.

### Притоки

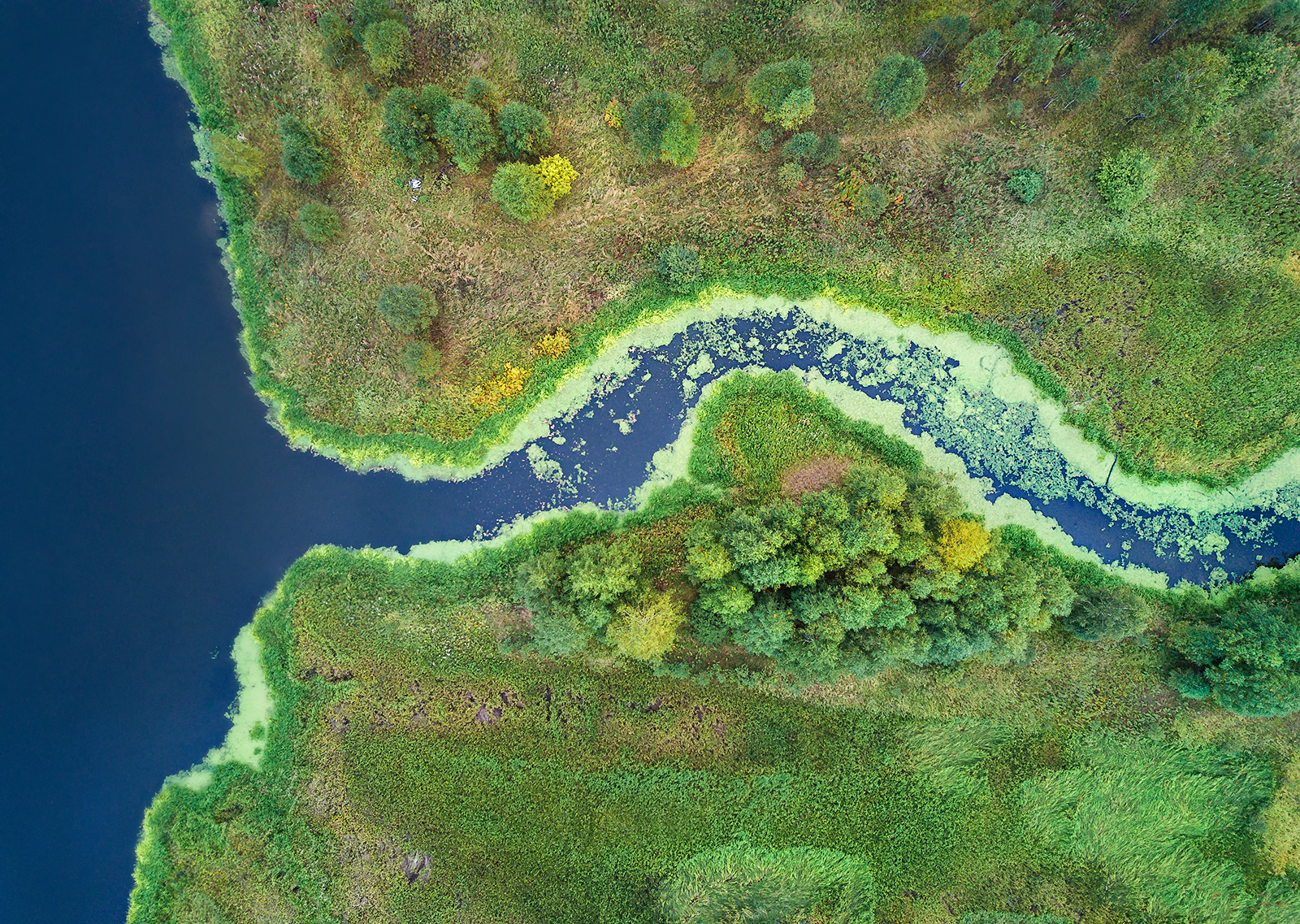
Аэроснимок притока реки Чусовая

На своём протяжении Чусовая принимает свыше 150 притоков, основные из них следующие:
- Ревда (левый);
- Большой Шишим (правый);
- Утка (у села Слобода) (левый);
- Дарья (правый);
- Утка (у Староуткинска) (левый);
- Сулём (правый);
- Межевая Утка (правый);
- Серебряная (правый);
- Сылвица (правый);
- Койва (правый);
- Усьва (правый);
- Лысьва (левый).

До создания водохранилища крупнейшим притоком Чусовой являлась Сылва.

### Водохранилища на Чусовой
- Верхнемакаровское водохранилище[25]
- Волчихинское водохранилище[26]

### Водный режим

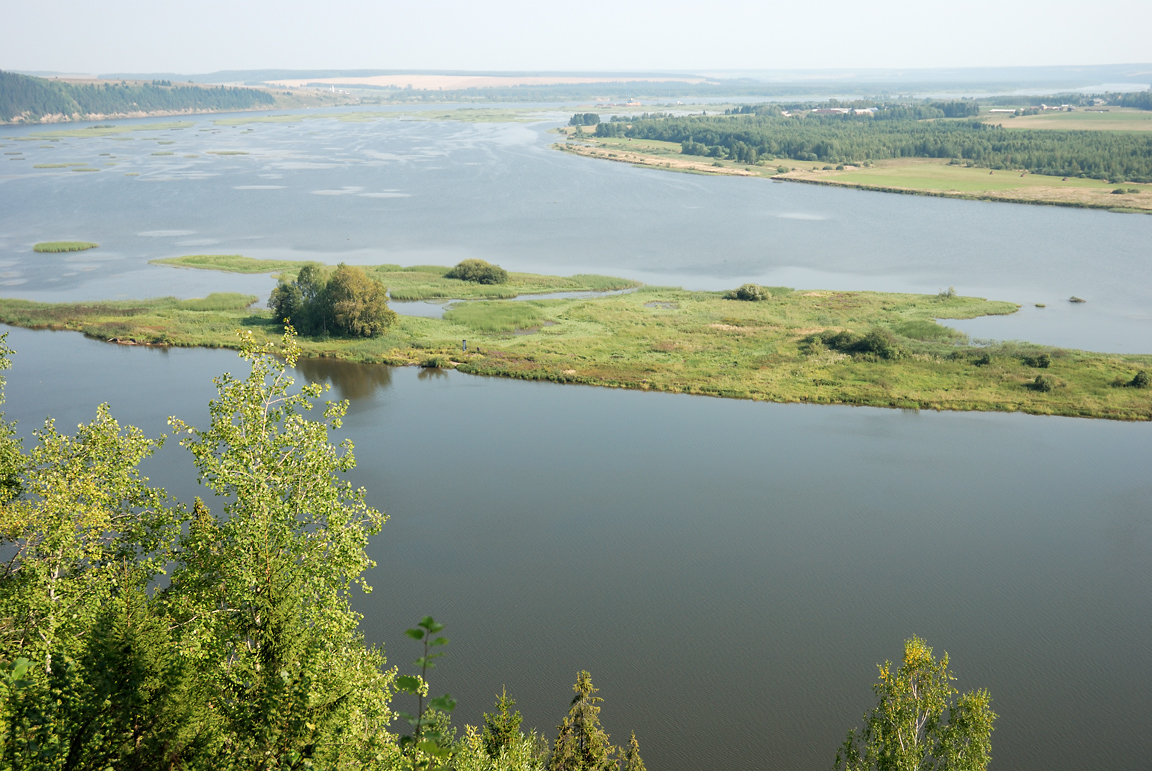
В низовьях Чусовой

Около села Курганово, перед впадением в Верхнемакаровское водохранилище
Питание реки смешанное, с преобладанием снегового (55 %). Дождевое составляет 29 %, подземное 18 %. Половодье характерно с середины апреля до середины июня. За лето бывает 6—7 дождевых паводков, при этом уровень воды может подниматься до 4—5 м. В июле-августе Чусовая обычно сильно мелеет; уровень воды на перекатах в засушливые годы может не превышать 7-15 см. Дно реки на всём её протяжении в основном каменистое, галечное.
Среднегодовой расход воды — 222 м³/с, наибольший — 4570 м³/с, наименьший — 8,4 м³/с. Скорость течения в среднем течении составляет около 8 км/ч, на перекатах и быстринах — до 25 км/ч, что в 10 раз превышает скорость течения таких равнинных рек как Волга или Кама.
Замерзает Чусовая обычно в конце октября—начале декабря, вскрывается в апреле—начале мая. Для низовий реки характерны ледяные зажоры и заторы с подъёмом уровня воды до 2,8 м.

## Флора и фауна
В верхнем течении берега Чусовой в основном заняты болотными и луговыми природными сообществами, леса (по большей части сосновые) встречаются лишь местами. В среднем течении берега реки в основном покрыты таёжными хвойными лесами (основные породы — ель, сибирский кедр, лиственница, сосна). В низовьях леса вновь встречаются реже, причём на смену хвойным приходят смешанные и лиственные (основные породы здесь — осина, берёза, рябина, черёмуха, ива). Окружающие Чусовую леса населены многочисленными животными, среди которых лось, бурый медведь, волк, рысь, лиса, заяц, белка, бурундук. Часто встречаются тетерева, рябчики.
Из рыб в реке водятся: гольян, окунь, ёрш, плотва, щука, язь, голавль, лещ. На притоках имеются следы деятельности бобров; в бассейне реки водится ондатра. В осеннее время на реке находят пристанище утки и гуси, имеется и другая водоплавающая птица. Встречаются колонии раков.

## История освоения

### Начало освоения
Люди издавна селились на Чусовой — на её берегах археологами обнаружены многочисленные стоянки времён неолита и бронзового века; найдены остатки глиняной посуды, украшений и т. п. В одной из пещер на берегу реки найдены останки человека, жившего ок. 10 тыс. лет назад. 6-й слой грота Большой Глухой на правом берегу реки Чусовая (Чусовской район) радиоуглеродным методом датируется возрастом 33 900 лет.
В средние века бассейн реки был населён представителями таких народов как манси, коми-пермяки и башкиры. В бассейн Чусовой проникали вещи из таких далёких стран как Византия и Сасанидский Иран. Например, около прежнего впадения Сылвы в Чусовую в VII веке н. э. стояло святилище, при раскопках которого найдены монеты византийских императоров-соправителей Ираклия I и Константина III, сасанидские драхмы Хосрова I, а также монета из Хорезма.
Первые упоминания о Чусовой в новгородских летописях датируются 1396 годом. Русские начинают активно осваивать Урал с начала XV века, продвигаясь по западному склону Уральских гор с севера на юг, через бассейн реки Печоры и Верхнее Прикамье.
На Чусовой первые русские поселения появились только в 1568 году и были связаны с именем купцов Строгановых, которым весь бассейн реки Чусовой был отдан во владение. Именно у Строгановых Ермак получил последние припасы на своём пути вверх по Чусовой и Серебряной за Урал. Дружина русского первопроходца в тот поход осенью 1581 года поднялась на стругах по Чусовой и её притоку Серебряной до волока к реке Жеравле (Жаровле), которая впадала в Баранчу — приток Тагила. После зимовки Ермак спустился по Тагилу в Туру, а затем через Тобол прошёл до Иртыша.
Впоследствии обширные земли за Уралом (в том числе и верховья Чусовой) были отданы Демидовым, граница между владениями Строгановых и Демидовых проходила по реке Межевая Утка (отсюда и происходит её название). В верховьях Чусовой на базе богатых местных месторождений стали активно строиться железоделательные заводы: Полевской (1722 год), Васильево-Шайтанский (1732 год), Ревдинский (1734 год), Северский (1735 год) и др..

### Чусовая — транспортная артерия Горнозаводского Урала
Чусовая до постройки железной дороги через Урал использовалась как важная транспортная магистраль для перевозки уральского металла в европейскую часть России. Каждую весну вместе с половодьем тяжело гружёные барки с металлом — «железные караваны» — отправлялись от пристаней в верховьях Чусовой и направлялись в Пермь. Чтобы повысить уровень воды, открывались плотины заводских прудов.
Первое паровое судно на реке появилось в 1841 году, это был металлический пароход «Никита Демидов». В течение трёх лет судно тянуло по реке барки с продукцией Староуткинского завода между Суксуном и Левшино. В 1844 году «Никита Демидов» предпринял попытку пройти по среднему течению Чусовой из устья Сылвы до Старой Утки, но после 24-дневного перехода (в течение которых было пройдено всего 200 вёрст) на Вашкурском перекате (возле камня Гребешок) пароход снесло течением и ударило о барку. Таким образом, данная попытка провалилась.
Сплав в половодье был очень опасен для тяжёлых деревянных судов, некоторые из них быстрым течением разбивало о прибрежные скалы. Самые опасные скалы называли «бойцами», все они имеют свои имена. Удачно провести караван барок через всю Чусовую, миновав пороги и скалы, могли только опытные сплавщики, хорошо знающие характер реки. Только за весну 1877 года на камне Разбойнике разбилось 23 баржи и утонуло свыше сотни сплавщиков. В связи с этим на Чусовой в XVII—XIX веках проводились массированные работы по улучшению условий судоходства. Были взорваны наиболее опасные скалы-бойцы, перекаты и пороги очищены от крупных камней, установлены сотни причальных столбов. В тех местах, где сильное течение выносило барки на опасные скалы, устраивали заплавни — системы брёвен, которые смягчали удары. С целью уменьшения скорости движения судов в условиях быстрого течения за борт барок выбрасывались лоты — тяжёлые чугунные слитки с шипами. Итогом стал рост грузопотока по реке до 8049 тыс. пудов в 1873 году. В 1890-е года количество случаев крушения судов на реке уменьшилось с 10 % до 4 % от общего количества рейсов.
Важным этапом в освоении Чусовой стал 1878 год: тогда было пущено движение по Горнозаводской железной дороге, после чего транспортное значение реки стало падать (годовой грузопоток по реке до конца XIX века держался в районе 6700 тыс. пудов). В начале XX века заводские караваны судов по реке уже не проводились; ходили лишь отдельные барки с хлебом, материалами и иными припасами. Последние барки по Чусовой прошли в 1920-е годы. В связи с этим постепенно пустели старинные сёла по берегам реки; к концу XX века многие из них были окончательно покинуты жителями.

### История водопользования
Ещё в XVIII веке русский учёный Петер Симон Паллас высказывал идеи о соединении Чусовой и Исети каналом, благодаря чему оказались бы соединены судоходным путём бассейны Волги и Оби. В 1815 году даже были начаты некоторые земляные работы: по инициативе управляющего Верх-Исетским заводом Г. Ф. Зотова был прорыт двухкилометровый канал между реками Топкой (притоком Чусовой) и Решёткой (притоком Исети). Канал предназначался для пропуска воды из Чусовой в Исеть, однако уже вскоре канал был зарыт из опасения того, что и без того маловодная Чусовая может обмелеть совсем. Повторно к этому проекту вернулись спустя столетие, в начале XX века, но вновь дело не продвинулось дальше сметы.
Во время Великой Отечественной войны в верховьях реки с целью улучшения водоснабжения крупнейшего на Урале города Свердловска было создано Волчихинское водохранилище. По специальному самотечному каналу вода из него стала поступать в реку Решётку и далее в реку Исеть, на которой стоит город.
В 1960-х годах вполне серьёзно обсуждался вопрос построения трансуральского водного пути, который связал бы реки европейской части СССР с сибирскими. Частью этого пути должна была стать Чусовая, на которой планировалось построить каскад водохранилищ. В 1980-х разрабатывались проекты искусственного обводнения рек восточных склонов Урала, для чего следовало построить целую систему водохранилищ и тоннелей в верховьях Вишеры, а также притоков Чусовой — Койвы и Усьвы. Эти проекты к началу XXI века остались нереализованными.

### Исследования бассейна реки
Бассейн Чусовой, особенно в верхней части, долгое время был малоисследован. Концом XVII века датируется описание Чусовой, составленное голландцами Избрантом Идесом и Адамом Брандом, возглавлявшими русское посольство в Китай. Серьёзные научные изыскания в области геологии бассейна реки в XIX веке были проведены английским учёным Р. И. Мурчисоном (1792—1871), автором фундаментального труда «Геологическое описание Европейской России и хребта Уральского». Тогда же работы в этом районе проводил русский учёный-естествоиспытатель, автор труда «Палеонтология России» Э. И. Эйхвальд (1795—1876).
Истоки реки Чусовой официально стали известны лишь на рубеже XIX—XX веков; открывателем их считают профессора Казанского университета П. И. Кротова.
Значительный вклад в изучение пещерных археологических памятников на берегах Чусовой внесли экспедиции Нижнетагильского государственного педагогического института под руководством Ю. Б. Серикова. К 1950—1960-м годам относятся многочисленные этнографические экспедиции Академии наук СССР и уральских высших учебных заведений, описывавшие быт жителей причусовских деревень.

## Хозяйственное использование
Чусовая широко используется для водоснабжения. В частности, из Волчихинского водохранилища вода подаётся в Верх-Исетский пруд для водоснабжения Екатеринбурга и окрестностей. С целью улучшения водоснабжения в середине 1970-х годов создан Нязепетровский каскад — гидросистема, с помощью которой вода из Нязепетровского водохранилища на реке Уфе подаётся в Западную Чусовую. На притоках Чусовой — 15 малых (заводских) водохранилищ и прудов.

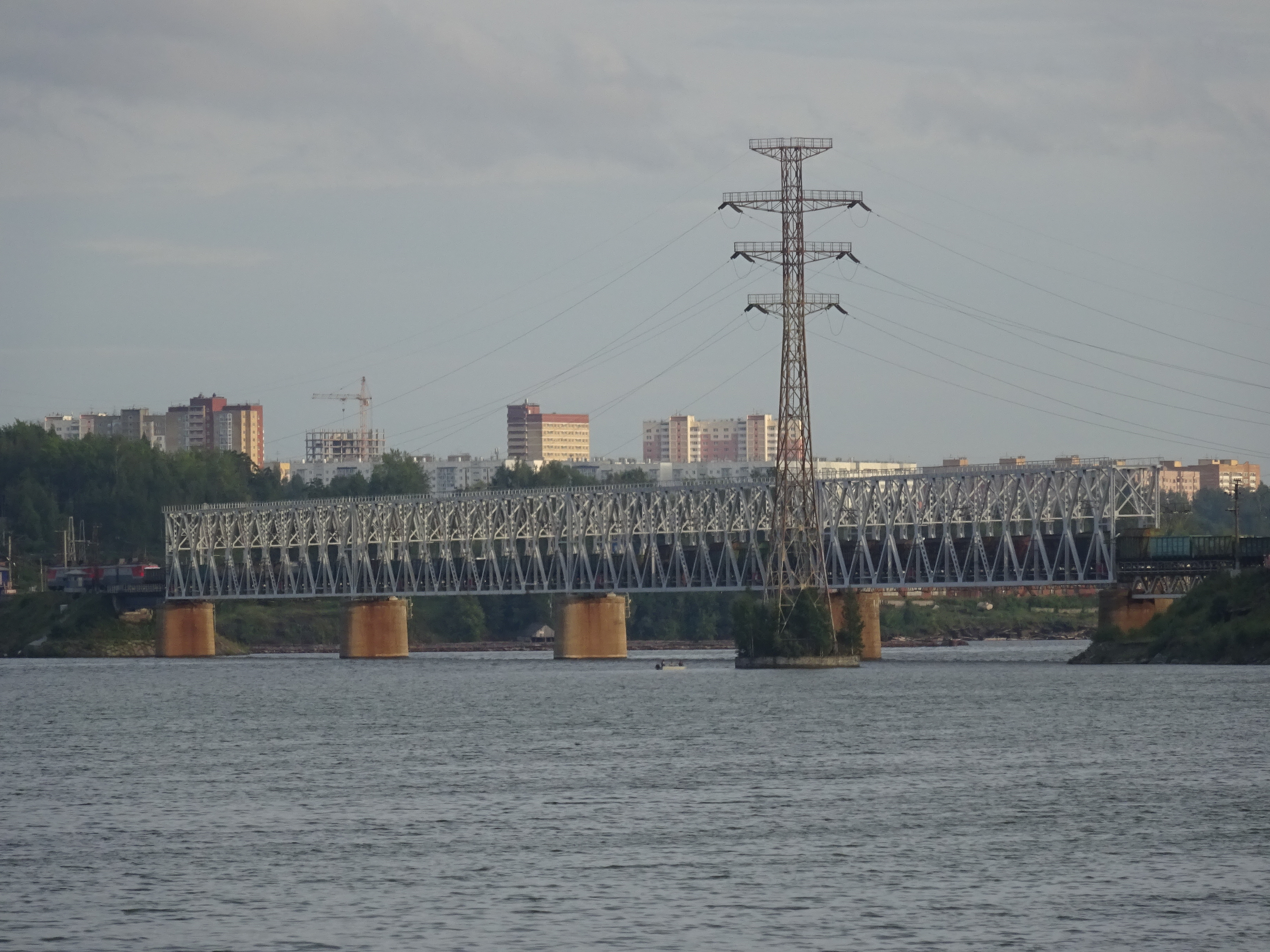
В месте впадения Чусовой в Камское водохранилище реку пересекает железнодорожный мост

В бассейне реки расположены многочисленные месторождения полезных ископаемых, разрабатываемые с XVII века; часть из них уже выработана, часть осваивается и по сей день. Среди богатств недр этих мест — железные, хромовые руды, платина, золото, алмазы, каменный уголь.
Река судоходна от города Чусовой, однако транспортное значение её невелико. В устье Чусовского залива находится железнодорожный мост с лимитирующей высотой пролёта 9,5 м, что серьёзно ограничивает перечень видов речных судов, которые могут пройти под мостом.
С 1930-х и до начала 1980-х годов в бассейне реки активно велась лесозаготовка; лес сплавлялся в плотах и молевым методом (россыпью) по Чусовой, что внесло свой вклад в захламление русла. Последний молевой сплав леса был осуществлён на Чусовой в 1973 году. С 1990-х годов молевой сплав в России законодательно запрещён.
Основные населённые пункты на реке (от истока к устью): Ревда, город Первоуральск, посёлок Билимбай, посёлок Староуткинск, село Кын, посёлок Усть-Койва, город Чусовой, посёлки городского типа Лямино, Верхнечусовские Городки.

## Экология
По данным Управления по охране окружающей среды Пермского края, воды реки Чусовой в районе города Чусового достаточно загрязнённые и не отвечают нормам, установленным для хозяйственно-питьевого и санитарно-бытового водопользования. В частности, на 2006 год в данном пункте отмечалось превышение среднегодовых значений концентраций над предельно допустимой концентрацией (ПДК) по меди — в размере 2 ПДК, по марганцу — 8 ПДК, по железу общему — 5 ПДК, по нефтепродуктам — 2 ПДК (в 2003 году эта величина составляла 21 ПДК). Максимальные разовые концентрации шестивалентного хрома достигали 1,5 ПДК (загрязнение хромом осуществляется заводом «Хромпик» в Первоуральске). За счёт улучшения состояния с загрязнением нефтепродуктами качество воды в реке ниже Чусового перешло из класса 6 в класс 4 «вода загрязнённая». Среди крупнейших загрязнителей реки на территории Пермского края — Чусовской металлургический завод (в 2005 году сбросил в реку 32,5 млн м³ недостаточно очищенных сточных вод и 4,7 тыс. т загрязняющих веществ, в том числе ванадия — 2,37 т, марганца — 2,85 т) и Чусовское МУП «Горводоканал» (8,6 млн м³ сточных вод, из них только 7,0 млн м³ нормативно очищенные).
Впервые к экологическим проблемам реки внимание общественности было привлечено в 1960-е годы по инициативе известного уральского писателя Б. С. Рябинина. В 1960—1988 годах уральским учёным Е. В. Ястребовым был разработан проект национального парка «Река Чусовая». Постановление Правительства Свердловской области об организации природного парка вышло только в 2004 году. Площадь парка составляет 77 146 гектаров. Разделённый на два участка (Чусовской — 56 771 га и Висимский — 20 375 га), он расположен на территориях трёх городских округов: Горноуральского, Шалинского и Староуткинского. Парк включает 36 памятников природы, 6 памятников индустриального наследия, 3 памятника истории и культуры.

## Туризм

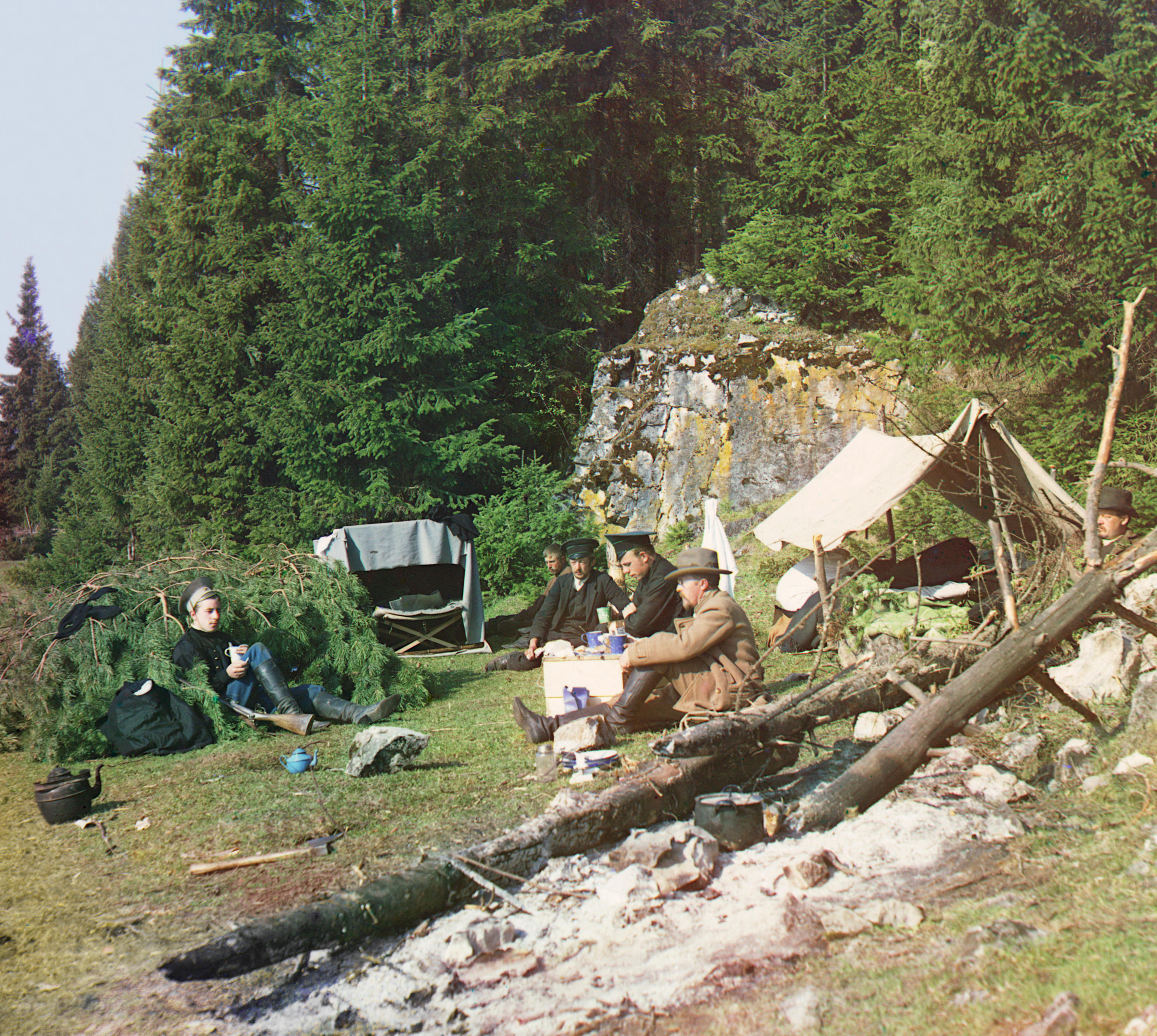
Ночёвка у камня на берегу Чусовой. Фото С. М. Прокудина-Горского, 1912

Чусовая издавна славится своими скалами, многие из которых имеют поэтичные названия. Для лёгких туристских судов они не представляют опасности, зато привлекают множество туристов своей красотой. Ещё в 1960-х годах был разработан всесоюзный туристский маршрут по реке от села Слобода до Чусового, обслуживавшийся Коуровской турбазой (с 1987 года носит название «Турбаза Чусовая»). Ежегодно в походах по реке и её притокам участвовало до 3000 человек.
Сплавляться можно как весной (река вскрывается в конце апреля), так и летом (летом река сильно мелеет). Категория сложности — I, из препятствий только опоры мостов. Сплав можно начать в посёлке Коуровка, до которой можно доехать на электропоезде из Екатеринбурга. Неподалёку от деревни есть турбаза, где можно арендовать необходимое снаряжение. Также отправной точкой сплава можно избрать посёлок Староуткинск, где начинается природный парк и расположена первая база парка.
Наиболее красивый участок реки — в среднем течении ниже деревни Усть-Утки. Сюда можно попасть через Нижний Тагил, с городом есть автобусное сообщение. Ниже Усть-Утки мало населённых пунктов, поэтому возможных мест окончания сплава не так много, основные — это посёлок Кын, село Верхняя Ослянка, город Чусовой. Часто для начала сплава выбирают один из основных притоков Чусовой — реку Межевую Утку от посёлка Висимо-Уткинска, Койву от деревни Усть-Койва.

## Достопримечательности

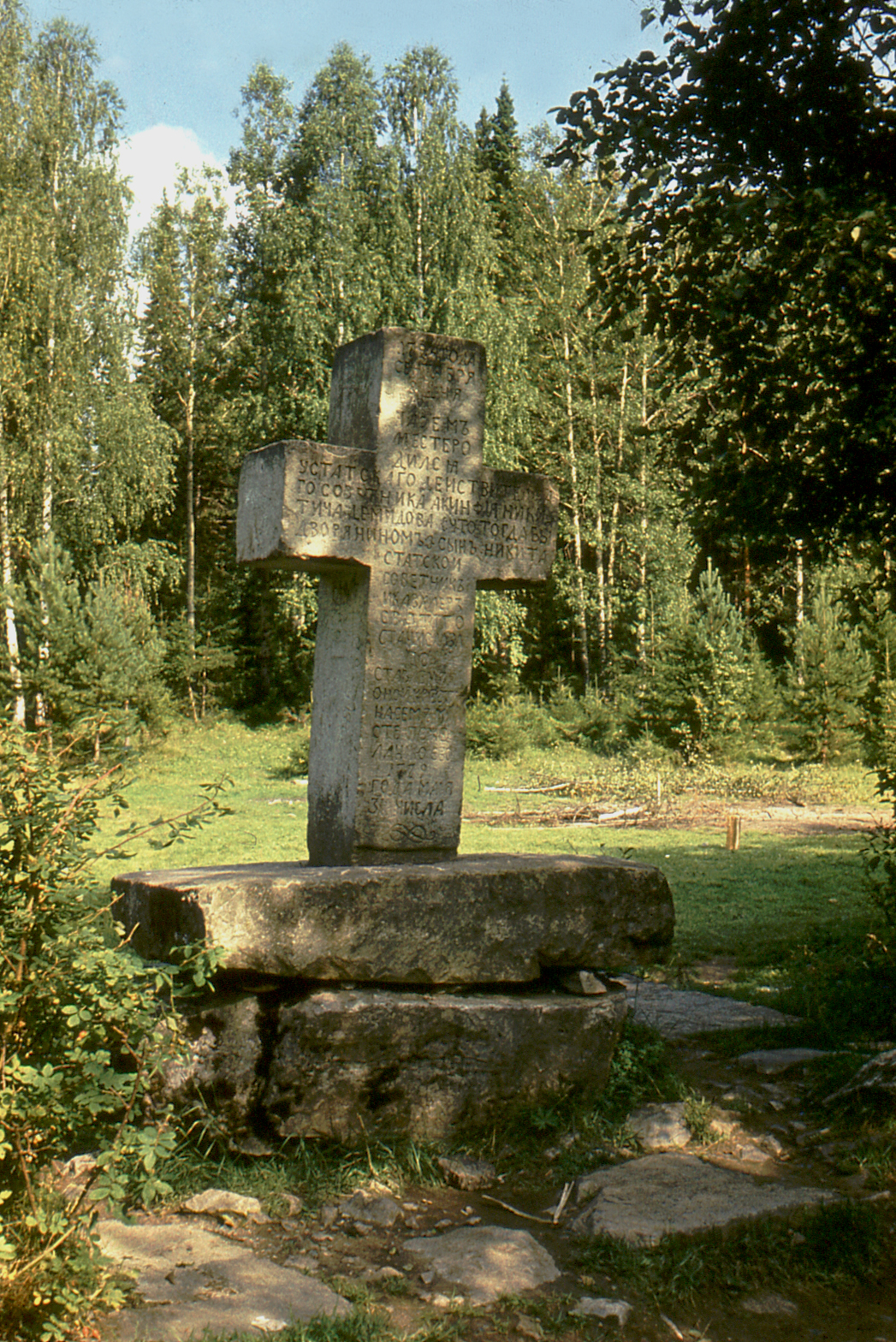
Памятный крест на месте рождения Никиты Акинфиевича Демидова

В первую очередь интерес для осмотра на Чусовой представляют её живописные берега и суровые камни-бойцы, высящиеся над речным потоком. Многие скалы взяты под охрану государства как памятники природы. Во многих камнях имеются пещеры и гроты, в основном карстового происхождения.
Интересными для осмотра объектами на реке можно назвать живописный скальный массив камень Плакун, известные археологическими находками камень Вашкор, Шайтановские пещеры и камень Филин (312 км от турбазы в Коуровке), в расщелине которого обнаружены фрагменты керамики, датированные 1 тыс. лет до н. э.
На правом берегу напротив Писаного камня (180 км от турбазы в Коуровке) установлен памятный крест из цельного камня. Он поставлен 31 мая 1779 года на месте рождения в 1724 году Никиты Демидова — младшего сына Акинфия Демидова. Высота креста — 2,6 метра.
На левом берегу в 316 км от турбазы в Коуровке в Чусовую впадает река Поныш. В 3 км выше её устья расположена пещера Чудесница — крупнейшая пещера долины реки Чусовой.
На правом берегу в 326 км от турбазы в Коуровке расположены развалины двух лагерных пунктов, входивших в систему ГУЛАГа. С 1942 по 1944 года здесь велось строительство Понышской (Вашкурской) ГЭС, в 1943 году на стройке работало до 1300 заключённых, строилась узкоколейка к ст. Всесвятская, велась лесосводка. В 50-х число заключённых лагеря доходило до 2,5 тыс. Официальное название лагерного пункта на берегу — «Створ».
На правом берегу в 332 км от турбазы в Коуровке расположен ландшафтный памятник природы Глухие Камни (высотой до 100 м) и Голубое Озеро (карстовый колодец (воклюз) с исследованной глубиной 56 м).
В 6 км от города Чусового (344 км от турбазы в Коуровке) находится «Музей реки Чусовой», где собраны разнообразные экспонаты о жизни людей на реке и о ней самой.
Недалеко от деревни Слободы и станции Коуровка расположена Коуровская астрономическая обсерватория Уральского госуниверситета, основанная С. В. Муратовым, перенесённая сюда и превращённая из учебной в научно-учебное заведение его ученицей, профессором К. А. Бархатовой.
Ниже по течению города Чусового на правом берегу на месте лагеря ВС-389/36, входившей в систему ГУЛАГа, расположен музей истории политических репрессий «Пермь-36».

## Чусовая в литературе и искусстве

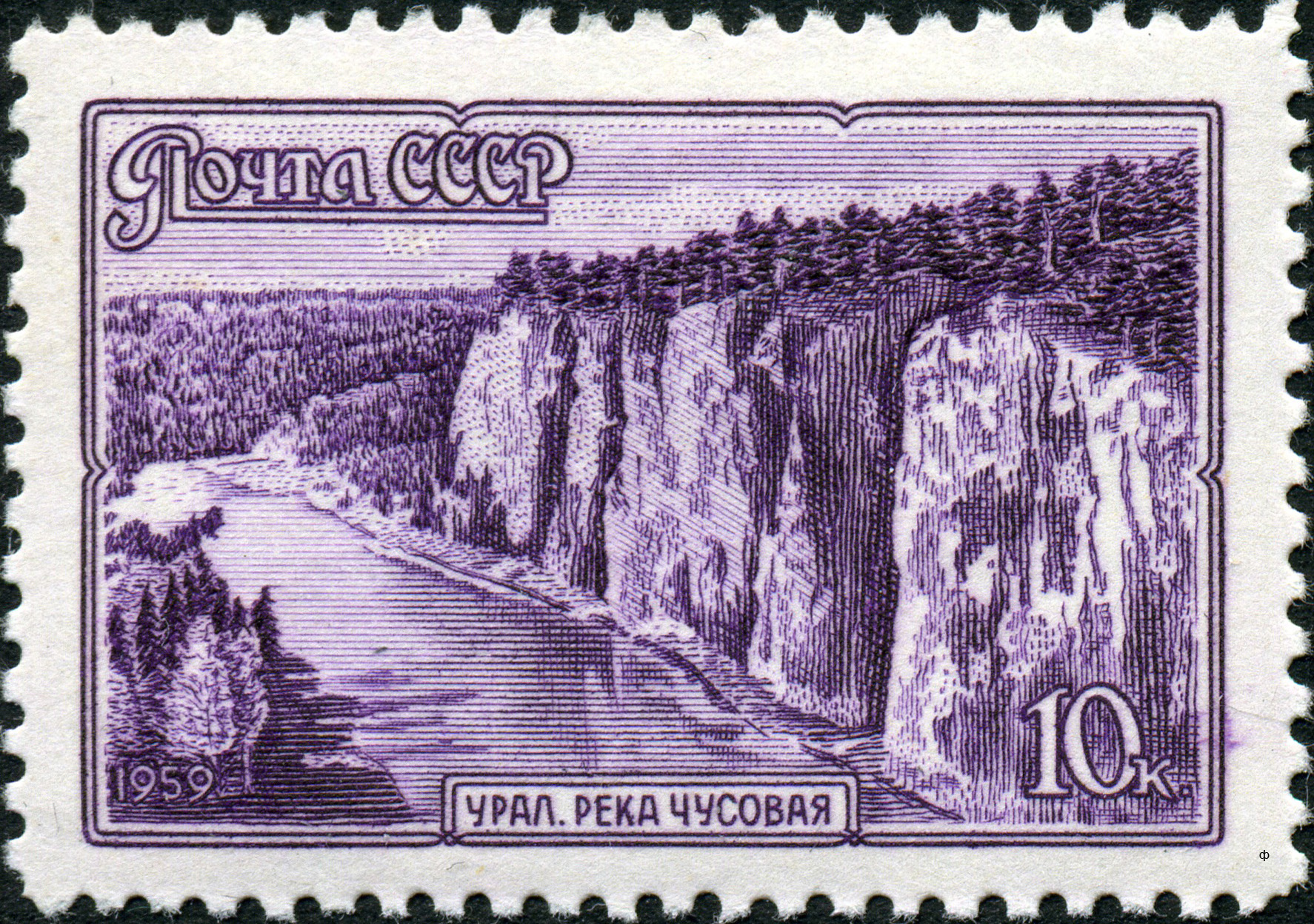
Почтовая марка СССР: Урал. Река Чусовая.

### Кино
В низовьях Чусовой осуществлялись съёмки многих эпизодов известной советской музыкальной кинокомедии режиссёра Григория Александрова «Волга, Волга». В селе Слобода снимался фильм «Угрюм-река» Ярополка Лапшина.
Чусовой и людям, живущим на её берегах, посвящён документальный фильм «О времени и о реке. Чусовая» телеканала «Россия-Культура» (2021).

## Населённые пункты на Чусовой

### Свердловская область
На Полдневой Чусовой
- Полдневая

Ниже слияния Полдневой Чусовой и Западной Чусовой
- Станционный-Полевской
- Раскуиха
- Курганово
- Чусовая
- Верхнемакарово
- Флюс
- Ревда́
- Первоуральск
- Билимбай